# Meziella trifida
Meziella es un género monotípico de plantas fanerógamas perteneciente a la familia  Haloragaceae. Su única especie, Meziella trifida, es originaria de Australia.

## Taxonomía
Meziella trifida fue descrita por  Peter Jonas Bergius y publicado en Das Pflanzenreich IV(225 Heft 23): 61. 1905.
Sinonimia
- Gonocarpus trifidus Nees
- Haloragis trifida (Nees) Walp.
- Myriophyllum trifidum (Nees) M.L.Moody & Les[2]